# Samambaia
Samambaia è una regione amministrativa del Distretto Federale brasiliano.